# Marion Sarraut
Marion Sarraut (Bouéni, 13 de agosto de 1938-París, 12 de julio de 2021) fue una directora de cine y teatro francesa.

## Biografía

### Juventud y estudios
Nieta de Albert Sarraut (1872-1962), ministro y presidente del Consejo  de entreguerras, Marion Serraut nació el 13 de agosto de 1938 en Bouéni, en Madagascar y dependencias. A su regreso a Francia, asistió durante tres años a la Escuela nacional superior de artes y técnicas de teatro en la calle Blanche número 3. Allí se preparó antes de debutar en la pantalla bajo la dirección de los jóvenes directores de la Nouvelle vague, François Truffaut, Éric Rohmer y Jean-Luc Godard. Junto a ellos, participó en la creación de los Cahiers du Cinéma. 

### Carrera
Después de haber sido guionista y asistente de dirección para la Sociedad Francesa de Producción (SFP), se convirtió en 1970 en una de las primeras directoras de la televisión francesa a petición de Maritie y Gilbert Carpentier. A partir de entonces, trabajó durante más de diez años en numerosos programas de variedades, entre ellos Número uno, así como  en programas infantiles como La isla de los niños y Los visitantes del miércoles. A partir de los años 1980, también para la televisión, realiza numerosas ficciones, series y telefilmes.

### Compromisos
Marion Sarraut fue miembro del colectivo 50/50, cuyo objetivo es promover la igualdad de género y la diversidad sexual y de género en el cine y los medios audiovisuales. Fue miembro de la junta directiva de la Sociedad de Autores, Compositores y Editores de Música (Sacem) desde 2015 hasta su muerte y también de la junta directiva de la Sociedad para la administración de los derechos de la reproducción mecánica (SDRM). 
Fue patrona de la Fundación Ostad Elahi - Ética y Solidaridad humana y dirigió una película sobre la vida de Ostad Elahi. 
También ha impartido clases de teatro en la Escuela de Altos Estudios Comerciales de París (HEC).

## Condecoraciones
- Caballera de la Orden de las Artes y las Letras desde 1987
- 31 de diciembre de 2002: caballera de la Orden Nacional de la Legión de Honor como resultado de  44 años de actividades profesionales como productora de programas de televisión.

## Filmografía

### Como actriz
- 1960 : Disparen sobre el pianista de François Truffaut
- 1961 : Una mujer es una mujer (Une femme est une femme), de Jean-Luc Godard
- 1962 : El Signo de Leo de Éric Rohmer

### Como directora

#### Películas
- 1978 : Le Bel Indifférent con Annie Cordy y Alain Delon[2]

- 1982 : Areu=MC2
- 1982 : La Surface de réparation
- 1996 : Petite Sœur

- 1997 : L'Ami de mon fils
- 1998 : Belle Grand-mère
- 1999 : Jacotte
- 2000 : Toutes les femmes sont des déesses
- 2000 : Fugues
- 2000 : Roule routier
- 2001 : Belle Grand-mère 2
- 2005 : Mis en bouteille au château
- 2009 : Un viol
- 2014 : Le Premier Été
- 2015 : Pacte sacré
- 2017 : La Sainte Famille

### Series de televisión
- 1980-1981 : Les Amours des années folles,  épisodes La Châtaigneraie et La Femme qui travaille
- 1982 : Les Amours des années grises, épisode Histoire d'un bonheur
- 1983 : Marianne, une étoile pour Napoléon
- 1985 : Hôtel de police
- 1986 : Catherine
- 1987 : Le Gerfaut, épisodes 1 à 15
- 1989 : La Comtesse de Charny
- 1991 : La Florentine
- 1991 : Riviera
- 1994 : Tout feu tout flamme
- 1994 : Placé en garde à vue, épisode Comme il vous plaira
- 1995 : Julie Lescaut, épisode Mourir d'amour
- 1995-1997 : Les Cordier, juge et flic, épisodes Cécile mon enfant (4.1) et Comité d'accueil (5.4)
- 1996-2003 : Une femme d'honneur, épisodes Lola, Lola  (1), La Grotte (2), Les Pirates de la route (3), Double Détente(5), Secret de famille (22) et Droit de garde (24)
- 2001 : Docteur Sylvestre, épisode Des apparences trompeuses (7.7)
- 2001 : Louis la Brocante, épisode Louis et la Belle Soyeuse (3.2)
- 2002-2004 : Père et Maire, épisodes Mariage à tout prix (1.2) et Faillite personnelle (3.7)
- 2004-2005 : Fabien Cosma, épisodesEn avoir ou pas (1.5) et La Répétition
- 2006-2007 : Famille d'accueil, épisodes Les Bottes de sept lieues (4.1), Le Témoin (5.3) et Hugo (6.2)

#### Programas de variedades
- Más de 150 programas de variedades producidos por Maritie y Gilbert Carpentier incluyendo Número uno (1975-1982).
- Émilie o la Pequeña Sirena 76, comedia musical de Michel Pastor
- Algunas mujeres bulles, basado en un guión de Agnès Varda

#### Programas infantiles
- L'Île aux enfants
- Le Village dans les nuages
- Les Visiteurs du mercredi
- Salut les Mickey
- Croque-vacances

## Teatro

### Puestas en escena
- 2005 : Le Jeu de la vérité de Philippe Lellouche
- 2005 : Jeux d'rôles de Pierre-Olivier Scotto
- 2007 : Prédateurs de Pierre-Olivier Scotto
- 2009-2011 : Boire, fumer et conduire vite de Philippe Lellouche, La Grande Comédie puis théâtre de la Renaissance
- 2011 : Soif de Fred Nony, théâtre du Petit-Saint-Martin
- 2013 : Réactions en chaînes de Smaïn
- 2014 : L'Appel de Londres de Philippe Lellouche
- 2017 : Ça coule de source de Louis-Michel Colla

### Obras de teatro televisadas
- La Fille sur la banquette arrière, puesta en escena de Robert Hossein, con Anny Duperey y Jean-Pierre Cassel
- L'Affaire du courrier de Lyon, puesta en escena de Robert Hossein
- Le Tombeur, con Michel Leeb
- Cyrano de Bergerac, con Jean-Paul Belmondo
- Un fil à la patte, con Christian Clavier y Jacques Villeret
- Pleins Feux con Line Renaud
- Jésus était son nom de Robert Hossein y Alain Decaux, puesta en escena de Robert Hossein
- Je m'appelais Marie-Antoinette, puesta en escena de Robert Hossein